# Kościół św. Jerzego w Wiżunach
Kościół św. Jerzego – zabytkowy kościół w Wiżunach na Litwie.
Zbudowany w 1406 roku należy do najstarszych kościołów na Litwie. Kościół zbudowano na planie krzyża z czworoboczna wieżą nad wejściem. Ma czworoboczne prezbiterium i dwie zakrystie.
W drugiej połowie XVI wieku kościół został przekazany na świątynię kalwińską, w 1664 zwrócony katolikom.
W latach 1891–1899 znacznie przebudowany, przez co nabrał charakteru neoklasycystycznego, lecz zachowały się elementy gotyckie: Schodkowe szkarpy oraz fryz.
W podziemiach pochowano Krzysztofa Radziwiłła. Na ścianie prezbiterium znajduje się kamienna kula armatnia (z czasów potopu szwedzkiego) oraz kamienna paszcza Wiżunasa.
Na pobliskim cmentarzu liczne są stare nagrobki oraz charakterystyczne krzyże litewskie.